# Saint-Just-Chaleyssin
Saint-Just-Chaleyssin é uma comuna francesa na região administrativa de Auvérnia-Ródano-Alpes, no departamento de Isère. Estende-se por uma área de 13,95 km². Em 2010 a comuna tinha 2 671 habitantes (densidade: 191,5 hab./km²).